# Джованні Антоніо Порденоне
Пордено́не (італ. Il Pordenone), справжнє ім'я Джова́нні Анто́ніо де Са́ккіс (італ. Giovanni Antonio de' Sacchis; бл. 1484, Порденоне — 14 січня 1539, Феррара) — італійський живописець.

## Біографія
Народився у містечку Порденоне в регіоні Фріулі-Венеція-Джулія. Свідчення про те, хто був його учителем не збереглись. Джорджо Вазарі, який згадує його в своїх «Життєписах» (1550), вважав його самоуком.

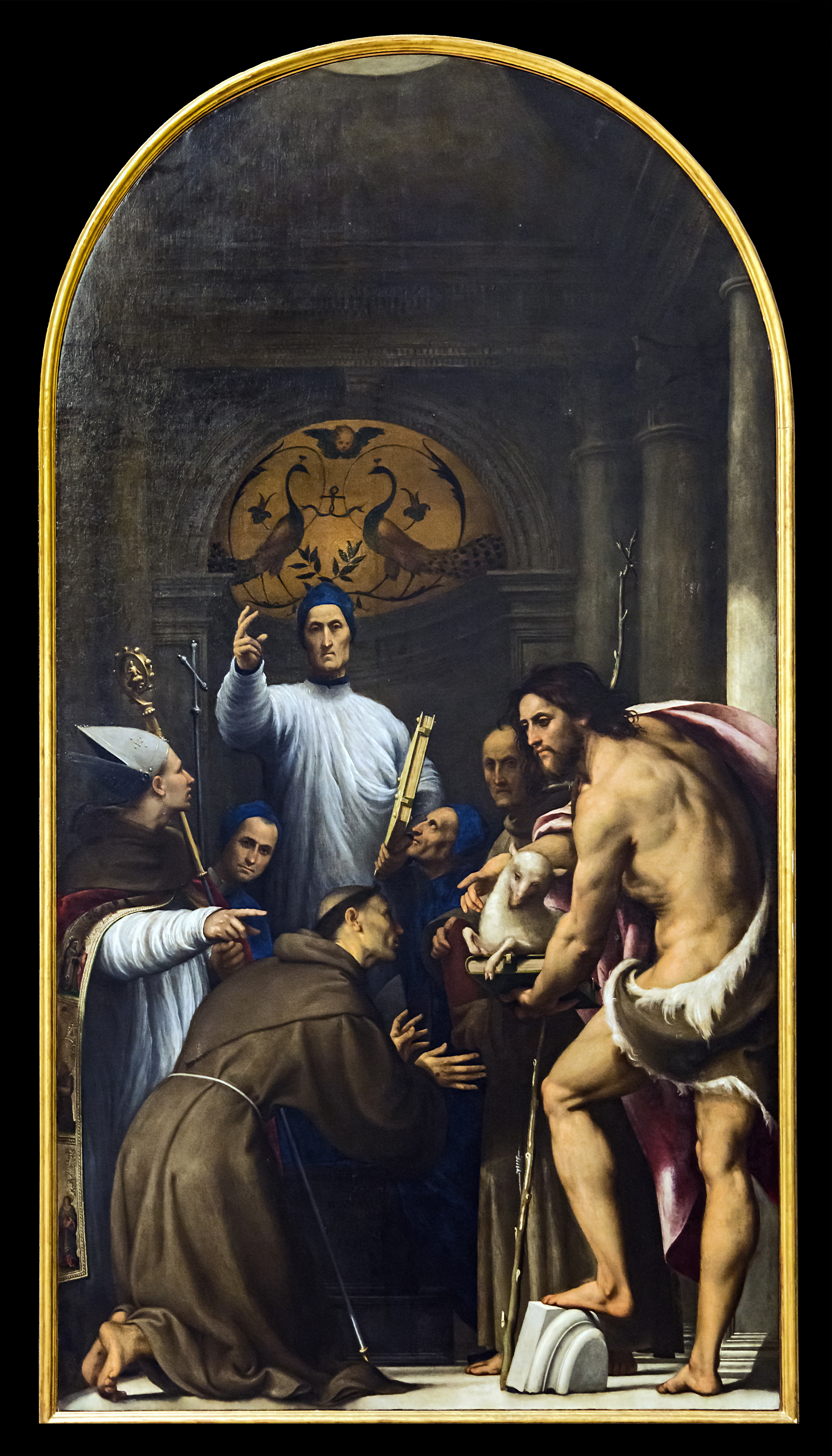
«Св. Лоренцо Джустініані в оточенні святих», 1532, Галерея Академії, Венеція

Порденоне працював в основному в Північній Італії. Перші полотна художника наївні і архаїчні, однак до 1510-х років він вже оволодів сучасну йому венеційську манеру живопису, еталоном якої була творчість Джорджоне. В 1517 році Порденоне відвідав Рим, де під впливом Мікеланджело його стиль став більш монументальним і величним. Він також збагатив арсенал своїх засобів прийомами ілюзіонізму, що, ймовірно, був запозичений в Андреа Мантеньї. Найбільш яскравим прикладом нового стилю художника є масштабна фреска «Розп'яття», що виконана для собору в Кремоні.
Художник був дуже честолюбним, а й іноді безпринципним у досягненні своїх цілей. Відомо, що він був притягнутий до суду за звинуваченням у тому, що найняв убивць з метою усунення свого брата, який був перешкодою в отриманні спадку. Він плів інтриги і влаштовував змови проти своїх колег, намагаючись заволодіти їхніми замовленнями.
В 1536 році Порденоне переїхав у Венецію, де на деякий час став серйозним суперником Тіціана. В 1538 році був запрошений до двору герцога Феррари Ерколе II, відомого покровителя мистецтв, де йому так і не судилося проявити себе: невдовзі після переїзду художник раптово помер. Несподівана і загадкова смерть Порденоне дала привід вважати, що він був отруєний.